# ألكسندر فرنكل
ألكسندر فرنكل (بالألمانية: Alexander Frenkel) مواليد 4 مارس 1985 في الجمهورية الأوكرانية السوفيتية الاشتراكية، هو ملاكم محترف ألماني سابق، بدأ مسيرته الاحترافية سنة 2006 واستمرت لمدة 4 سنوات لم يهزم خلالها حتى اعتزاله.

## إحصائيات
خاض خلال مسيرته 23 نزالا، فاز في 23 ولم يخسر. فاز بالضربة القاضية في 18 نزالا.

## روابط خارجية
- ألكسندر فرنكل على موقع بوكس ريك (الإنجليزية) (registration required)